# 숀 투비

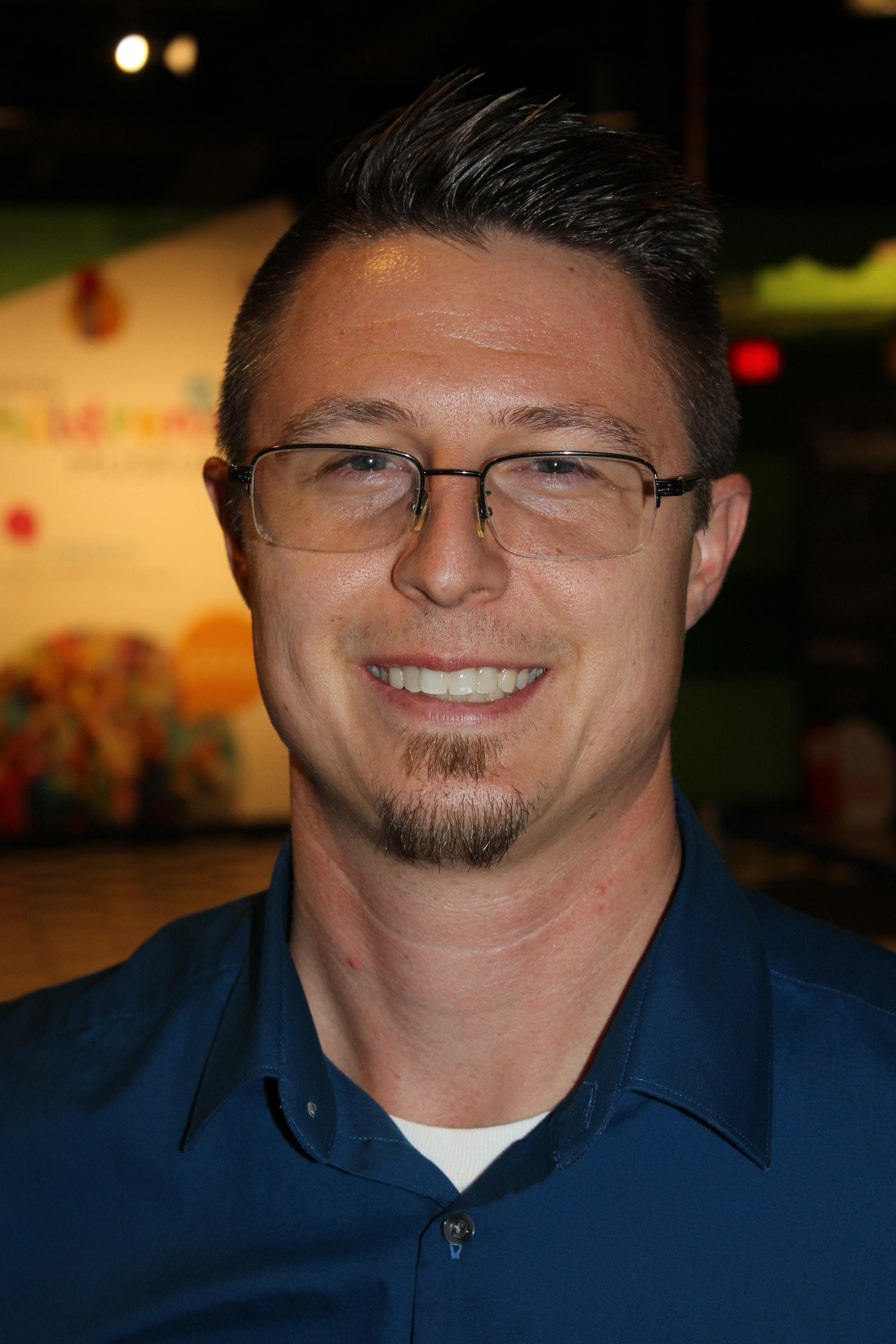

숀 투비(Shawn Toovey, 1983년 3월 1일 ~ )는 미국의 배우이다.
링컨에서 태어났다.

## 출연 작품

### 영화
- 위험한 유혹 (1991, A Seduction in Travis County)
- 욕망의 대가 (1992, Bed of Lies)
- Flash (1997)
- 닥터 퀸 - 더 무비 (1999, Dr. Quinn Medicine Woman: The Movie)
- 닥터 퀸 - 하트 위딘 (2001, Dr. Quinn, Medicine Woman: The Heart Within)

### 텔레비전
- 허리케인 2017년 (1993, The Fire Next Time)
- 닥터 퀸 (1993-98)